# Přeslička různobarvá
Přeslička různobarvá neboli cídivka různobarvá (Equisetum variegatum, syn.: Hippochaete variegata (Weber et Mohr) Bruhin) je rostlina z čeledi přesličkovitých (Equisetaceae), což je jediná recentní čeleď oddělení přesličky (Equisetophyta).
Někteří autoři zastávají pojetí 1 recentního rodu přeslička (Equisetum), dělícího se do podrodů Equisetum a Hippochaete, toto pojetí zastává např. Kubát et al. (2002). Jiní autoři rozlišují 2 rody: přeslička (Equisetum) a cídivka (Hippochaete), např. Květena ČR. O rozdílech mezi těmito podrody či rody viz přeslička. Přeslička různobarvá je řazena do podrodu Hippochaete, pokud autor uznává Hippochaete jako rod, pak se tato rostlina jmenuje česky cídivka různobarvá.

## Popis
Přeslička různobarvá je vytrvalá, poměrně malá, nejčastěji 10–40 cm vysoká, rostlina. Stonek většinou přezimuje a je nevětvený. Stonek je žebrovaný, žebra na hřbetě mají zřetelnou karinální rýhu, která je lemovaná 2 řadami křemičitých hrbolků. Střední dutina stonku je malá, zabírá jen 1/4–1/3 průměru lodyhy. V uzlinách jsou pochvy, což je vlastně bočně srostlý přeslen listů. U přesličky různobarvé jsou pochvy zelenavé s černými pruhy pod zuby, dolní bývají skoro celé černé, zuby vytrvávají, jsou suchomázřité a bělavé, jen se středovým černým proužkem či trojúhelníčkem. Na vrcholu lodyhy je solitérní, hrotitý výtrusnicový klas. O životním cyklu recentních přesliček viz článek přeslička.

## Rozšíření ve světě
Přeslička různobarvá roste v Evropě, hlavně v severní a střední, na jih po Alpy a jižní Karpaty, také v Pyrenejích, dále na Kavkaze, v severnějších částech Asie, v Grónsku a v Severní Americe. V ČR se chová spíše jako teplomilný druh, ale v celosvětovém kontextu je rozšířena hlavně v chladných oblastech.

## Rozšíření v Česku
V ČR je to velmi vzácný a kriticky ohrožený druh (C1), a je to v ČR nejvzácnější přeslička (pokud nepočítáme některé křížence). V ČR roste na slatinných loukách, někdy může být pionýrskou rostlinou i na štěrkových a písčitých říčních náplavech. Vzhledem k ničení slatinných luk a k regulacím řek ve 20. století značně ustoupila. Dnes najdeme některé bohatší populace i v pískovnách a lomech, např. u Moravičan.

## Poznámka
Přeslička různobarvá se kříží s přesličkou větevnatou (Equisetum ramosissimum). Kříženec se jmenuje přeslička jižní (Equisetum × meridionale).